# Polystichum squarrosum
Polystichum squarrosum là một loài thực vật có mạch trong họ Dryopteridaceae. Loài này được (D. Don) Fée miêu tả khoa học đầu tiên năm 1852.